# Bianca Vidal
Bianca Vidal es una telenovela mexicana que se transmitió por Canal de las Estrellas entre el 29 de noviembre de 1982 y el 9 de septiembre de 1983. 
Está basada en la radionovela "María Salomé", original de la cubana Inés Rodena que fue alargada después por "Sacrificio de mujer" de la misma autora. Fue producida por Valentín Pimstein y protagonizada por Edith González en su primer protagónico y Salvador Pineda y con las actuaciones antagónicas de Rocío Banquells y María Teresa Rivas.

## Argumento
Bianca Vidal es una joven humilde que trabaja durante el día y estudia de noche, ahí conoce a su profesor de geografía, José Miguel Medina Rivas. Ella se siente fuertemente atraída por él, quien irremediablemente le corresponde, pero el que trata de seducirla es Enrique, amigo del profesor. José Miguel está comprometido con Mónica, una mujer cruel con la que se casa sólo porque está embarazada. Cuando ambos se declaran su amor, este se vuelve imposible, debido a que Don Raúl, padre de José Miguel, confiesa que él es el verdadero padre de Bianca.
Cuando Bianca y José Miguel se están por casar, Bianca cancela la boda, debido a que se siente culpable de dejar al hijo que espera Mónica sin padre, al mismo tiempo se entera de que es hija de Raúl Medina Rivas, el padre adoptivo de José Miguel. Mónica logra su objetivo y contrae matrimonio con José Miguel y tiene a un precioso niño, Rodolfito, al que su madre no atiende y abandona; el matrimonio entra en una crisis y el pequeño niño se encariña cada vez más con Bianca.
Poco tiempo después, Bianca también sufre un accidente automovilístico, pierde la memoria y el pequeño muere. Bianca rechaza a José Miguel y mientras trata de recordar su pasado, se ve envuelta en una serie de desgracias que poco a poco la separarán de José Miguel y su familia hasta que finalmente recupera la memoria y su hombre la ayuda a recuperar la esperanza y las fuerzas perdidas.

## Elenco
- Edith González - Bianca Vidal León / Mía Medina Rivas Vidal
- Salvador Pineda - José Miguel Medina Rivas
- Rocío Banquells - Mónica Roldán / Sandra / Cristina
- María Teresa Rivas - Doña Esther Monasterio de Medina Rivas
- Christopher Lago - Rodolfito Medina Rivas Roldán
- Rafael Baledón - Don Raúl Medina Rivas
- Aurora Molina - Ofelia #1
- Blanca Torres - Ofelia #2
- Oscar Bonfiglio - Patudo
- Orlando Rodríguez - Ceferino Vidal
- José Elías Moreno - Enrique Montes
- Dina de Marco - Guillermina
- Beatriz Aguirre - Emilia
- Luciano Hernández de la Vega - Rodolfo Medina Rivas
- Juan Carlos Serrán - Alfonso
- Rubén Rojo - Armando
- Jaime Garza - Mauricio Fonseca
- Nuria Bages - Adriana Castro
- Patricia Reyes Spíndola - Cirila
- Ada Carrasco - Vicenta
- Aurora Clavel - Rosa
- Pedro Damián - Gustavo
- Pituka de Foronda - Eloísa
- Marco Muñoz - Ramiro Zerpa
- Julieta Rosen - Chela
- Alfonso Iturralde - Humberto Carrillo
- Beatriz Ornella - Juanita
- Arturo Lorca - Dr. Mario
- Isabela Corona - Nana María
- José Roberto Hill - Dr. Carlos Palacios
- Alejandro Landero - Manuel
- Luis Couturier - Dr. Ruiz
- Eugenio Cobo - Dr. Millán
- Luz Elena Silva - Felisa
- Leandro Martínez - Arturo
- Sergio Acosta - Adolfo Guzmán
- Arturo Guízar - Lic. Rojas
- Enrique Muñoz - Dr. Rivera
- Aurora Cortés - Remedios Vidal
- Manuel Guízar - Antonio
- Tere Cornejo - Teresa Ramírez
- Eduardo Díaz Reyna - Policía
- Margarita Cortés - Lucinda
- Carmen Cortés - Dorinda
- Janet Ruiz - Lupita
- Alejandro Tommasi - Dr. Torres
- Ricardo de Loera - Luis
- Fernando Ciangherotti - Dr. García
- David Rencoret - Mesero
- Raúl Marcelo - Ricardo
- Estela Chacón - Arminda
- Juan Antonio Marrón - Ricardo
- Alicia Ravel - Mimí
- Claudia Inchaurregui - Silvia
- Arturo Peniche - Pedro
- Tomás I. Jaime - Rodolfo
- Julio Monterde - Doctor
- Leticia Calderón
- Óscar Sánchez - Anselmo
- María González - Esposa de Gustavo
- Viviana Nunes - Raquel Rinaldi
- Emilio Gaete - Raimundo Rinaldi
- Liliana Ross - Sofia de Rinaldi

## Equipo de producción
- Original de: Inés Rodena
- Adaptación y Co-adaptación: Carlos Romero y Valeria Phillips y Claudia Esther O'Brien
- Autor: Francis Lai
- Escenografía: María Cristina Martínez de Velasco
- Ambientación: Elsie Vega, Margot Philippe
- Vestuario: Alejandro Gastélum, Édmar López, Evelyn Acha
- Musicalizador: Javier Ortega
- Iluminación: Jesús Raya Lara
- Editor: Alejandro Frutos
- Realizador 2ª unidad: Noé Alcántara
- Dirección 2ª unidad: Eugenio Cobo
- Jefe de producción: Arturo Lorca
- Coordinador de producción: Eugenio Cobo
- Director de cámaras: Manuel Ruiz Esparza
- Directores de escena: Raúl Araiza, Rafael Banquells
- Productor: Valentín Pimstein

## Premios

### Premios TVyNovelas 1984
| Categoría     | Nominado(a)     | Resultado |
| ------------- | --------------- | --------- |
| Mejor villana | Rocío Banquells | Ganadora  |

## Versiones
- La primera versión en televisión fue la telenovela venezolana Mariana Montiel, producida en 1969 por RCTV, dirigida por Gilberto Pinto y protagonizada por Carmen Julia Álvarez y Eduardo Serrano.
- En 1995 el productor Juan Osorio realizó una nueva versión de esta telenovela titulada María José, dirigida por Antulio Jiménez Pons y protagonizada por Arturo Peniche, Claudia Ramírez y Ana Patricia Rojo.